# Telekom-Affäre
Als Telekom-Affäre werden strafrechtlich relevante Aktionen des Managements der Telekom Austria sowie einiger Geschäftspartner und Politiker der schwarz-blauen Regierungskoalition bezeichnet, die sich während der Amtszeit des österreichischen Bundeskanzlers Wolfgang Schüssel (ÖVP) und zweier FPÖ-Vizekanzler zwischen 2000 und 2007 ereignet haben.
Vermutet werden Kursmanipulationen, unerlaubte Wahlkampfspenden an FPÖ und BZÖ, Zuwendungen an Teilorganisationen von vier Parteien, Beeinflussung von Auftragsvergaben, fragwürdiges Fußballsponsoring und unklare Firmenübernahmen. Am Rande sollen auch ÖVP und SPÖ betroffen sein. Es handelt sich somit um einen der größten Korruptions-Fälle der Zweiten Republik.
Das Bekanntwerden der Affäre führte am 8. September 2011 zum Rücktritt Schüssels von seinem Nationalratsmandat.

## Kursmanipulation zwecks Bonus-Auszahlung
Im Jahr 2004 wurde der Aktienkurs der Telekom Austria durch massive Aktienkäufe, die von Vorstandsmitgliedern der Telekom Austria selbst in Auftrag gegeben worden sein sollen, über jene Schwelle getrieben, die dem Vorstand und dem mittleren Management erhebliche Bonuszahlungen versprach. Ausgeschüttet wurden 8,7 Millionen Euro an Prämien, auch der derzeitige Generaldirektor zählte zu den Begünstigten. Aufgedeckt wurden die Manipulationen durch den ehemaligen Telekom-Austria-Vorstand Gernot Schieszler, der im Abtausch gegen Straffreiheit als Kronzeuge der Staatsanwaltschaft im Verfahren auftrat. In die Transaktionen involviert war auch der Lobbyist Peter Hochegger.
Boris Nemšić, Chef der Handy-Sparte zum damaligen Zeitpunkt, bestreitet, von den Manipulationen gewusst zu haben. Er hat nach Bekanntwerden der Affäre aus freien Stücken seine Prämie zurückgezahlt. Die Telekom Austria verlautbarte im August 2011 die Rückforderung aller Prämien und kündigte Schadensersatzklagen an.

## Finanzierung einer Sekretärin
Im August 2011 wurde publik, dass der ehemalige Vizekanzler und Infrastrukturminister Hubert Gorbach verdächtigt wird, die Neufassung der Universaldiensteverordnung (UDVO) im Jahr 2006 zugunsten der Telekom Austria gestaltet und dafür nach seinem Ausscheiden aus dem Ministeramt vom Unternehmen mit 264.000 Euro belohnt worden zu sein, offiziell zwecks Finanzierung einer Sekretärin. Die Zahlung erfolgte über Peter Hocheggers Firma Valora. Der ehemalige Vizekanzler bestreitet den Erhalt der Zahlung. Gorbach wurde sofort nach Bekanntwerden der Zahlung aus der Partei Bündnis Zukunft Österreich ausgeschlossen.

## Finanzierung von Wahlkämpfen
Im Jahr 2004 soll die Telekom Austria – laut einem Dossier der Staatsanwaltschaft Wien vom 6. September 2011 – den EU-Parlamentswahlkampf der FPÖ mit 500.000 Euro unterstützt haben. Die Lobbyisten und damaligen Eheleute Gernot und Erika Rumpold sollen demnach gemeinsam mit „unbekannten Entscheidungsträgern der Telekom Austria AG (…) seit dem Jahr 2000 noch auszuforschenden Amtsträgern für die pflichtwidrige Vornahme von Amtsgeschäften, insbesondere der  bescheidmäßigen baurechtlichen Bewilligungen von Funkmasten, Vorteile (…) verschafft haben.“
720.000 Euro (inklusive 20 % Mehrwertsteuer) gingen von der Telekom Austria 2006 „ohne erkennbaren Grund“ an die BZÖ-nahe Agentur Schmied. Damit wurde „die Arbeit für den BZÖ-Wahlkampf bezahlt“, so Kurt Schmied vor dem Untersuchungsausschuss des Nationalrats am 14. Februar 2012. Darüber hinaus sollen 240.000 Euro für den Vorzugsstimmenwahlkampf der damaligen Justizministerin Karin Gastinger geflossen sein. Das für die Telekom Austria zuständige Infrastrukturministerium befand sich während der Schüssel-Haider-Koalition durchgehend in Obhut von FPÖ- bzw. BZÖ-Politikern.

## Zuwendungen an Politiker und Parteien
186.000 Euro sollen – laut Recherchen der Wochenzeitschrift profil – im Jahr 2007 aus Mitteln der Telekom Austria von Hocheggers Valora Unternehmensberatung und -beteiligung AG zur Valora Solutions Projektbegleitung GmbH verschoben worden sein. An letzterer war – neben Hochegger und Meischberger – auch Karl-Heinz Grasser beteiligt, was strafrechtliche Relevanz ergäbe, da Grasser bis 2006 als Finanzminister und oberster Eigentümervertreter der Telekom Austria tätig war.
Ende August wurde bekannt, dass – wiederum über die Valora von Peter Hochegger – 72.000 Euro an Mathias Reichhold, Gorbachs Vorgänger als Infrastrukturminister, gingen. Eine weitere Zahlung von 10.012,50 Euro an Reichhold wurde eine Woche später publik. 80.000 Euro von der Telekom gab es auch für die Fraktion Christlicher Gewerkschafter, eine Vorfeldorganisation der ÖVP, 30.000 Euro für den SPÖ-Abgeordneten Kurt Gartlehner und Druckkostenzuschüsse in bislang unbekannter Höhe für das FPÖ-Parteiblatt Neue Freie Zeitung. 20.000 Euro sollen – ebenfalls über Hocheggers Valora – im Jahr 2006 an das SPÖ-nahe Echo Medienhaus geflossen sein.

## Blaulicht-Affäre Tetron
Im September 2011 begann die US-Börsenaufsicht SEC gegen Alfons Mensdorff-Pouilly und Motorola zu ermitteln. Der amerikanische Elektronik-Konzern soll dem österreichischen Lobbyisten ab April 2004 insgesamt 2,2 Millionen Euro für „unzulässige Zahlungen“ (Urlaube und Geschenke) an politische Entscheidungsträger in Europa und im Mittleren Osten angewiesen haben, unter anderem zugunsten der Vergabe des österreichweit einheitlichen Behörden-Funk-Projekts TETRON. Die Telekom Austria ist am TETRON-Deal durch die Netzbereitstellung beteiligt und soll zusätzlich 1,1 Millionen Euro an Mensdorff-Pouilly überwiesen haben. Auch wurden Jagdausflüge zum Preis von mindestens 170.000 Euro bei Mensdorff-Pouilly bestellt und bezahlt.
Ursprünglich erfolgte die Vergabe nach einer Ausschreibung im Jahr 2002 an ein Konsortium von Siemens, Raiffeisen und Wiener Stadtwerke. Um die Neuvergabe an Motorola, Alcatel und Telekom Austria möglich zu machen, musste die Republik Österreich 30 Millionen Euro Stornokosten an die ursprünglichen Gewinner der Ausschreibung anweisen. TETRON funktioniert bislang (Stand vom September 2011) erst in drei von neun Bundesländern und dort zum Teil mangelhaft. Die Salzburger Landeshauptfrau Gabi Burgstaller hat sofort nach Bekanntwerden der Vorwürfe die TETRON-Einführung in ihrem Bundesland gestoppt. Eine Woche später hat auch Landeshauptmann Gerhard Dörfler den Ausstieg des Bundeslandes Kärnten aus dem Projekt bekanntgegeben.
Der für die Vergabe verantwortliche damalige Innenminister Ernst Strasser (ÖVP) soll mit seinem Kabinett (u. a. Christoph Ulmer, Mathias Vogl, Michael Kloibmüller, Oskar Gallop und Philipp Ita) von Mensdorff-Pouilly zumindest zweimal zur Jagd eingeladen worden sein. Der grüne Abgeordnete Peter Pilz sah darin Unvereinbarkeit und verbotene Geschenkannahme für Beamte. Auch soll Strasser nach seiner Ministertätigkeit von Peter Hochegger einen Auftrag in Höhe von 100.000 Euro für eine Positionierungsberatung Bulgariens erhalten haben. Gegen Kloibmüller ermittelt die Staatsanwaltschaft wegen des Verdachts auf Amtsmissbrauch und Geheimnisverrat.
Im Zusammenhang mit den Zahlungen der Telekom Austria an ihn wurde Alfons Mensdorff-Pouilly am 14. Dezember 2014 wegen Untreue nicht rechtskräftig zu drei Jahren unbedingter Haft und zur Rückzahlung von 1,1 Millionen Euro Schadenersatz, sowie Rudolf Fischer zu einem Jahr unbedingter Haft verurteilt.

## Finanzierung von Fußballvereinen im politischen Kontext
Letztlich wurde auch – politisch motiviertes – Sponsoring zum Thema der öffentlichen Diskussion. So soll der – von Jörg Haider geleitete – FC Kärnten von der Telekom Austria eine halbe Million Euro erhalten haben, für Eintrittskarten. Kurz vor dem Sponsoring erhielt die Telekom den Zuschlag für die Breitbandoffensive des Landes Kärnten, das acht Millionen Euro für dieses 45-Millionen-Euro-Projekt beisteuerte. Der Fußballverein ist mittlerweile bankrott.
Auch der SV Sierning im Heimatort des früheren ÖVP-Vizekanzlers Wilhelm Molterer wurde von der Telekom Austria über Hocheggers Valora AG drei Jahre lang mit insgesamt 62.500 Euro unterstützt. Dabei soll ein peinlicher Fehler passiert sein: „Das Telekom-Logo war als Gegenleistung weder auf Banden noch auf Trikots oder der Homepage des SV Sierning zu sehen.“

## Untersuchung von Akquisitionen und Immobilien
Ende August 2011 gab der ÖIAG-Chef und Aufsichtsratsvorsitzende der Telekom Austria, Markus Beyrer, vormals Generalsekretär der Industriellenvereinigung und Jagdgast von Mensdorff-Pouilly in Schottland und in Luising, einen besonderen Prüfantrag bekannt: Von außenstehenden Experten sollen die Ankäufe der Mobilfunkunternehmen Mobiltel (Bulgarien) und velcom (Belarus) durch die Telekom Austria überprüft werden. Auffallend ist, dass alle diese Ankäufe, ebenso wie die geplante, aber schließlich gescheiterte Akquisition von Mobtel (Serbien), im Kontext mit dem österreichischen Unternehmer Martin Schlaff stehen. Am Bulgarien-Deal waren darüber hinaus auch die damalige Gewerkschaftsbank BAWAG und der frühere ÖVP-Chef Josef Taus beteiligt, als Berater fungierte Hochegger. In der Öffentlichkeit gilt diese Untersuchung als Ablenkungsmanöver vom TETRON-Deal und als Zeichen eines Inner-ÖVP-Machtkampfes. Zugleich sollte die SPÖ – wegen der Beteiligung Schlaffs und der BAWAG – in den Skandal hineingezogen werden.

## Strafverfahren
Die Staatsanwaltschaft Wien verfolgt in fünf getrennten Verfahren die Straftatbestände in der Telekom-Affäre.

### Telekom I
Dieses Verfahren behandelt die Kursmanipulation zum Erreichen einer Bonus-Auszahlung für die Manager der Telekom. Am 27. Februar 2013 endete der Prozess in erster Instanz mit Schuldsprüchen gegen die Ex-Vorstände Rudolf Fischer (3 Jahre Haft), Stefano Colombo (3,5 Jahre), Josef Trimmel (3 Jahre, davon zwei bedingt) und den Broker Johann Wanovits (5 Jahre). Berufungsverfahren sind anhängig. Der Freispruch für Ex-Generaldirektor Heinz Sundt erlangte Rechtskraft.

### Telekom II
Dieses Verfahren untersuchte den Untreueverdacht gegen den Ex-Marketing-Chef der Telekom Austria Stefan Tweraser und drei Mitangeklagte. Sie sollen 585.600 Euro zu Unrecht erhalten haben.

### Telekom III
Am 8. Jänner 2013 wurde bekannt, dass die Staatsanwaltschaft Wien gegen Gernot Rumpold und Rudolf Fischer sowie weitere Personen Anklage in der sogenannten Telekom-Austria-Affäre erhebt. Ihnen wird dabei Untreue und Falschaussage vorgeworfen.
In derselben Causa wurde am 21. Jänner 2013 bekannt, dass die Staatsanwaltschaft Wien gegen Peter Hochegger, Rudolf Fischer, Klaus Wittauer und andere ebenfalls Anklage erhebt. Ihnen wird dabei Untreue, falsche Beweisaussage und Geldwäsche vorgeworfen.
Das Verfahren endete in erster Instanz mit Schuldsprüchen gegen Gernold Rumpold (3 Jahre Haft) und Rudolf Fischer (3 Jahre Haft, davon 2,5 bedingt). Der ehemalige TA-Prokurist Michael G. wurde zu 30 Monaten Haft verurteilt (3 unbedingt). Der ehemalige FPÖ-Bundesgeschäftsführer Arno Eccher sowie der ehemalige FPÖ-Finanzreferent Detlev Neudeck wurden vom Vorwurf der Untreue freigesprochen. Eccher wurde zu fünf Monaten bedingt wegen falscher Zeugenaussage im parlamentarischen Untersuchungsausschuss verurteilt. Am 25. November 2015 wurde das Urteil gegen Gernot Rumpold vom OGH bestätigt und damit rechtskräftig. Da der Schuldspruch gegen Rumpold den schließlich gekippten Vorwurf der Falschaussage enthielt, musste die Strafe neu festgesetzt werden. Rumpold wurde daher am 23. August 2016 nicht rechtskräftig zu Elf Monaten unbedingter Haft und 22 weiteren auf Bewährung verurteilt.

### Telekom IV
Dieses Verfahren betrifft den Vorwurf der illegalen Parteienfinanzierung für den BZÖ-Wahlkampf 2006. Angeklagt sind der Lobbyist Peter Hochegger, der ehemalige Telekom-Vorstand Rudolf Fischer, der ehemalige BZÖ-Abgeordneter Klaus Wittauer, der ehemalige BZÖ-Bundesgeschäftsführer Arno Eccher, Werbeunternehmer Kurt Schmied sowie Christoph Pöchinger, Pressesprecher der damaligen Justizministerin Karin Gastinger. Das Verfahren endete in der Nacht vom 13. auf den 14. September 2013 in erster Instanz mit Schuldsprüchen gegen Peter Hochegger (30 Monate Haft), Klaus Wittauer (2 Jahre, davon 3 Monate unbedingt), Kurt Schmied (30 Monate, davon 5 Monate unbedingt) und Christian Pöchlinger (2 Jahre, davon 8 Monate unbedingt). Rudolf Fischer wurde freigesprochen, das Verfahren gegen Arno Eccher wird aufgrund weiterer Zeugeneinvernahmen weitergeführt. Das BZÖ wurde zur Rückerstattung der kompletten Schadenssumme von 960.000 Euro an die Telekom verurteilt. Die geständige Werbeunternehmerin Tina H. war bereits zuvor zu 20 Monaten bedingter Haft verurteilt worden. Da die Staatsanwaltschaft alle Urteile akzeptierte und sich auch Wittauer mit dem verhängten Strafmaß einverstanden erklärte, sind das Urteil gegen ihn sowie der Freispruch Fischers rechtskräftig. Hochegger, Pöchinger und Schmied hingegen kündigten an, Rechtsmittel einzulegen. Am 25. November 2015 bestätigte der OGH den Untreueschuldspruch für Peter Hochegger, ordnete aber eine Neudurchführung des Falschaussageverfahrens gegen ihn an.

### Telekom V
Dieses Verfahren untersucht die Immobiliengeschäfte, die unter anderen vom ehemaligen Telekom-Generaldirektor Heinz Sundt und dem ehemaligen Telekom Vorstand Stefano Colombo mit dem ehemaligen ÖBB-Chef Martin Huber und seiner Frau Barbara abgewickelt wurden. Neben den genannten müssen sich der ehemalige Telekom-Finanzvorstand Stefano Colombo, Birgit Wagner, mittlerweile Vorstand der ÖBB-Personenverkehr AG, einer ihrer Vorstandskollegen sowie der Ziviltechniker Peter Klein vor Gericht verantworten. Der Prozess endete im April 2014 mit Freisprüchen für alle Angeklagten. In den Fällen von Martin Huber, seiner Ehefrau Barbara sowie Heinz Sundt und Stefano Colombo kündigte die Staatsanwaltschaft Wien an Nichtigkeitsbeschwerde gegen das Urteil einzulegen.

## Rücktritt Wolfgang Schüssels
Im Rahmen einer Pressekonferenz am 5. September 2011 begründete der Ex-Bundeskanzler seinen Rückzug aus der Politik damit, er wolle „eine objektive, eine von jeder politischen Beeinflussung oder medialen Vorverurteilung unabhängige Aufklärung durch die Justiz […] erleichtern“. Zugleich beteuerte er, als Regierungschef „hohe Anforderungen hinsichtlich Vertrauenswürdigkeit und Integrität“ an die Mitglieder der von ihm geführten Bundesregierungen gestellt zu haben. Niemand könne freilich ausschließen, dass sein Vertrauen von Einzelpersonen getäuscht oder missbraucht werde. Zu Vorwürfen gegen seinen ehemaligen Finanzminister Karl-Heinz Grasser sagte Schüssel, dieser habe als Minister „gute Arbeit geleistet“. Auch Ernst Strasser sei ein guter Innenminister gewesen, so Schüssel.
Wolfgang Schüssel bleibt u. a. Aufsichtsrat beim Energiekonzern RWE und Kuratoriumsmitglied der Bertelsmann Stiftung.